# Conus judaeus
Conus judaeus is een in zee levende slakkensoort uit het geslacht Conus. De slak behoort tot de familie Conidae. Conus judaceus werd in 1895 beschreven door Bergh. Net zoals alle soorten binnen het geslacht Conus zijn deze slakken roofzuchtig en giftig. Zij bezitten een harpoenachtige structuur waarmee ze hun prooi kunnen steken en verlammen.